# The Producers
|  | Aquest article tracta sobre el musical. Si cerqueu la pel·lícula, vegeu «Els productors». |

The Producers és un musical adaptat per Mel Brooks i Thomas Meehan de la pel·lícula del mateix nom del propi Brooks, amb llibret de Brooks i música de Brooks i Glen Kelly. Com a la pel·lícula, la història tracta sobre dos productors teatrals que planegen fer-se rics venent participacions d'un fracàs a Broadway. Les complicacions arriben quan el xou, inesperadament, es transforma en tot un èxit. L'humor de l'espectacle és accessible a un molt ampli ventall d'audiències, amb imitacions d'accents ridículs, caricatures de nazis i marietes i moltes bromes sobre el món de l'espectacle.
La producció original va estrenar-se a Broadway el 19 d'abril de 2001, sent protagonitzada per Nathan Lane i per Matthew Broderick, i es representà 2.502 vegades. Guanyà fins a 12 Premis Tony, xifra mai no aconseguida. Li seguí una producció de molt èxit a Londres, que durà tres anys, diverses produccions internacionals, gires pels Estats Units i una adaptació cinematogràfica el 2005, amb la majoria del seu repartiment original de Broadway.

## Rerefons
David Geffen aconseguí persuadir a Mel Brooks per convertir la seva pel·lícula "The Producers" en un musical de Broadway. Quan Brooks es reuní amb Jerry Herman per fer-ho junts, Herman declinà, ja que considerava a Brooks com un bon escriptor de cançons i creia que ho havia de fer ell sol. Llavors, Brooks es dirigí a Thomas Meehan per escriure junts el llibret. Després, Brooks es dirigí a Mike Ockrent i a la seva esposa Susan Stroman per unir-se a l'equip com a director i coreografa, però després de la mort d'Ockrent el 2 de desembre de 1999, Stroman acordà continuar al projecte també com a directora. La darrera incorporació al projecte va ser Glen Kelly com a director musical.

## Argument
Primer Acte
Primavera a Nova York, 1959. Al vespre. L'escena és a Shubert Alley, a fora del Teatre Shuvert, un teatre d'èxits a Broadway. Però no aquesta nit. Perquè el teló ha caigut sobre el darrer fiasco del productor Max Bialystock, una versió musical de Hamlet, anomenada "Noi estrany!" ("Opening Night"). Aquella mateixa nit, més tard, Max, derrotat però impàvid, està a Shubert Alley, envoltat d'un cor de pobres i habitants nocturns de Broadway. Fart, anuncia que va ser (i que tornarà a ser) el Rei de Broadway ("King of Broadway ")
Uns dies després, Leo Bloom, un comptable nerviós i tímid, arriba al despatx de Max per fer-li els llibres. Leo casualment s'adona que un productor podria fer més diners amb un fracàs que no pas amb un èxit. "Podria fer un milió de dòlars, perdent cent mil dòlars, i amb la resta per a vostè". Max immediatament agafa la idea i suplica a Leo que s'ajunti en aquest esquema il·legal ("We Can Do It"). De tornada al seu despatx miserable on guanya cinquanta dòlars setmanals, Leo es capbussa en una fantasia, en la que és un famós empresari de Broadway envoltat de coristes ("I Wanna Be a Producer")
Després d'acomiadar-se del seu treball, Leo corre per unir-se a Max al seu despatx. Es ficaran junts en negocis com a "Bialystock & Bloom, Productors Teatrals". L'ordre del dia del negoci: trobar la pitjor obra que mai no s'hagi escrit. La troben. Un desastre, una catàstrofe, una garantia que tancarà en una setmana: "Bon temps per Hitler. Un dia feliç amb Adolf i Eva al Berchtesgaden", escrita per un escriptor neonazi criador de coloms anomenat Franz Liebkind.
Ens trobem ara amb Liebkind a les golfes del seu apartament del Greenwich Village, mentre recorda amb els coloms els vells tems a Alemanya ("In Old Bavaria"). Quan Max i Leo li fan la proposta, Franz queda sorprès que vulguin produir la seva obra a Broadway. Ho refusa fins que no s'ajuntin a ell cantant i ballant la tonada favorita de Hitler ("Der Guten Tag Hop-Clop"). Max i Leo canten, ballen i marxen amb la signatura de Franz sobre un contracte de Broadway.
Pròxima parada, el pis del pitjor director de Broadway al Upper East Side, Roger de Bris, i el seu advocat Carmen Ghia. Roger no vol fer res amb "Bon temps per Hitler" – la Segona Guerra Mundial? Massa fosc! Massa depressiu! – i s'ajunta amb Carmen i el seu equip de producció proclamant el seu credo: "Fes-ho gai!" ("Keep It Gay"). Roger finalment és persuadit per Max i Leo per dirigir "Bon temps per Hitler"
De tornada a l'oficina, triomfadors, amb els drets per Broadway de la pitjor obra mai escrita i un contracte signat pel pitjor director que mai no hagi viscut, Max i Leo són visitats per una rossa espatarrant sueca anomenada Ulla. Desitja fer una audició ("When You've Got It, Flaunt It ")
Següent pas, els diners. Max planeja aconseguir els dos milions de dòlar llençant-se ell mateix al País de les Velles Dames. La seva descripció de com ho fa ("Along Came Bialy ") és seguit per un final del primer acte ("Final") de tota la companyia, celebrant la pròxima producció a Broadway de Bialystock & Bloom, "Bon temps per Hitler", un musical neonazi.
Segon Acte
El segon acte comença a l'oficina de Bialystock & Bloom, ara totalment reformada per Ulla en un estil suec modern. Quan Ulla i Leo queden sols, es demostren el seu amor ("That Face").
Les audicions. Qui farà el paper d'Adolf Hitler? Franz Liebking fa fora la resta d'aspirants amb la seva interpretació de la sempre popular "Haben Sie Gehört Das Deutsche Band?". De nou a la porta del Shubert Theatre de nit d'estrena de "Bon temps per Hitler" ("Opening Night - reprise").. Leo comet un sacrilegi teatral al desitjar bona sort a tots. Roger, Carmen i Franz, espantats, immediatament li expliquen que Mai no s'ha de dir "bona sort" la nit d'estrena ("It's Bad Luck to Say Good Luck on Opening Night"). Mentrestant Max, per assegurar el fracàs, diu "bona sort" a tothom qui passa. La mala sort sembla venir, ja que Franz es trenca una cama, i Roger, nerviós, ha d'agafar al darrer moment el paper de Hitler.
Ara, a l'escena del Shubert Theatre, Roger, com Hitler, dirigeix la companyia en una animada salutació al Tercer Reich ("Springtime for Hitler") Desastre! És un èxit! Els crítics s'enamoren de " Springtime for Hitler'", anomenant-la una obra mestra satírica, una gran sopresa i el millor musical de la dècada. Espantats i sorpresos, Max i Leo estan al despatx amb una lletania: "Què vam fer bé?" ("Where Did We Go Right?"). Després de barallar-se, Max és detingut i Leo fuig a Rio amb Ulla i els dos milions de dòlars.
Sol a la presó esperant el judici, Max queda trencat al rebre una postal de Leo i Ulla on li diuen com s'ho estan passant de bé a Rio i que l'enyoren. Amb la postal a la mà, Max proclama la seva ira ("Betrayed"). Un jutjat. Max ha estat trobat culpable i espera la sentència quan arriba Leo, de tornada de Rio i pren el seu lloc al costat de Max. Per què ha tornat? Perquè a Rio – fins i tot amb Ulla i els dos milions de dòlars i tot amb el que sempre havia somiat – es va adonar del que realment significava Max per a ell ("'Til Him"). Max i Leo es tornen a ajuntar, i tornaran a estar junts una bona temporada: són condemnats a cincs anys a Sing Sing.
Sing Sing. Max i Leo s'han retrobat amb Max i fan cantar i ballar als presos en una producció presidiària titulada "Reus d'amor" ("Prisoners of Love"). Bones notícies! Han portat, a través de la música i el ball, la joia i l'alegria als cors de tots els assassins, violadors i maníacs sexuals de Sing Sing, el governador els ha concedit l'indult! Són lliures! Pròxima estació, Broadway! L'escenari del Shubert. La versió de Broadway de la producció de Bialystock & Bloom "Reus d'amor" es representa triomfalment, protagonitzada per Roger de Bris i un cor de noies presidiàries.
Finalment, l'escena torna a Shubert Alley, on Leo i Max, al cap de munt de tots els productors d'èxit de Broadway, celebren el seu èxit amb la tonada de "Reus d'amor" ("Leo & Max"). Feliços al final, van cap a la posta de sol, mentre el teló cau. Al final de les salutacions, Max i Leo dirigeixen la Companyia en un comiat final ("Adéu").

### Diferències entre la pel·lícula de 1968 i la versió teatral
Si bé el musical té moltes escenes i bromes preses directament de la pel·lícula, també mantenen moltes diferències. Per exemple, Ulla i el director de "Springtime for Hitler", Roger de Bris, tenen un paper molt més gran. El personatge de Lorenzo St. Dubois (LSD), un hippie que interpretava a Hitler a la pel·lícula de 1968, desapareix. A més, el musical acaba de manera molt més feliç (la pel·lícula acabava amb Leo i Max a la presó preparant "Prisoners of Love"), i el personatge del nazi Franz Liebking és molt més simpàtic.

## Cançons
| Primer Acte - Overture - Orquestra - Opening Night - Companyia - The King of Broadway - Max i la Companyia - We Can Do It - Max i Leo - I Wanna Be a Producer - Leo, Coristes i Comptables - We Can Do It (Reprise) - Leo i Max - In Old Bavaria - Franz - Der Gueten Tag Hop-Clop - Franz, Leo, i Max - Keep It Gay - Roger, Carmen, Max, Leo, i Companyia - When You've Got It, Flaunt It - Ulla - Along Came Bialy - Max i Companyia | Segon Acte - That Face- Leo i Ulla - Haben Sie gehört das deutsche Band? - Franz - Opening Night (Reprise) - Companyia - You Never Say Good Luck on Opening Night - Carmen, Roger, Franz i Leo - Springtime for Hitler - Companyia - Where Did We Go Right? - Leo i Max - That Face (Reprise) - Ulla i Leo - Betrayed - Max - 'Til Him - Leo i Max - Prisoners of Love - Companyia - Prisoners of Love (Leo and Max) - Max, Leo i Companyia - Goodbye! - Companyia |

## Personatges i repartiment original a Broadway
- Max Bialystock – Nathan Lane
- Leopold "Leo" Bloom – Matthew Broderick
- Roger De Bris – Gary Beach
- Carmen Ghia – Roger Bart
- Ulla Inga Hansen Benson Yansen Tallen Hallen Svaden Swanson "Bloom" – Cady Huffman
- Franz Liebkind – Brad Oscar

Les substitucions a Broadway inclogueren a Henry Goodman i Steven Weber com Max i Leo, respectivament, però la marxa de les estrelles originals tingué un efecte en detriment de l'èxit de la producció, i va fer que Lane i Broderick tornessin una nova temporada, entre el 30 de desembre del 2003 i el 4 d'abril de 2004. Entre la resta d'actors que interpretaren a Max a Broadway s'inclouen Tony Danza, John Treacy Egan Richard Kind, Brad Oscar i Lewis J. Stadlen, i entre els Leo Don Stephenson, Roger Bart, Hunter Foster i Alan Ruck.

## Produccions

### Broadway
La producció s'estrenà al St. James Theatre el 19 d'abril del 2001, i va ser representada en 2.502 funcions, tancant el 22 d'abril del 2007. Va ser dirigida i coreografiada per Susan Stroman. Inicialment va ser protagonitzat per Nathan Lane com Max Bialystock (que reprendria el paper durant els primers mesos al West End londinenc i per Matthew Broderick com Leo Bloom. Va guanyar 12 Premis Tony, superant el rècord de 10 premis que havia tingut Hello, Dolly! durant 37 anys. Entre els altres rècords que trencà, està el de major recaptació a guixeta feta en un únic dia, amb una recaptació de més de 3 milions de dòlars. Quan Broderick i Lane tornaren a l'espectacle, tornà a batre el seu propi rècord, amb una recaptació de 3,5 milions de dòlars en un únic dia.
Des de setembre del 2002 hi havia dues companyies de gira pels Estats Units, que recaptaren uns 214 milions de dòlars. La primera gira nacional era protagonitzada per Lewis J. Stadlen i Don Stephenson, sent substituïts per Jason Alexander i Martin Short quan el show anà a Los Angeles.

### Londres

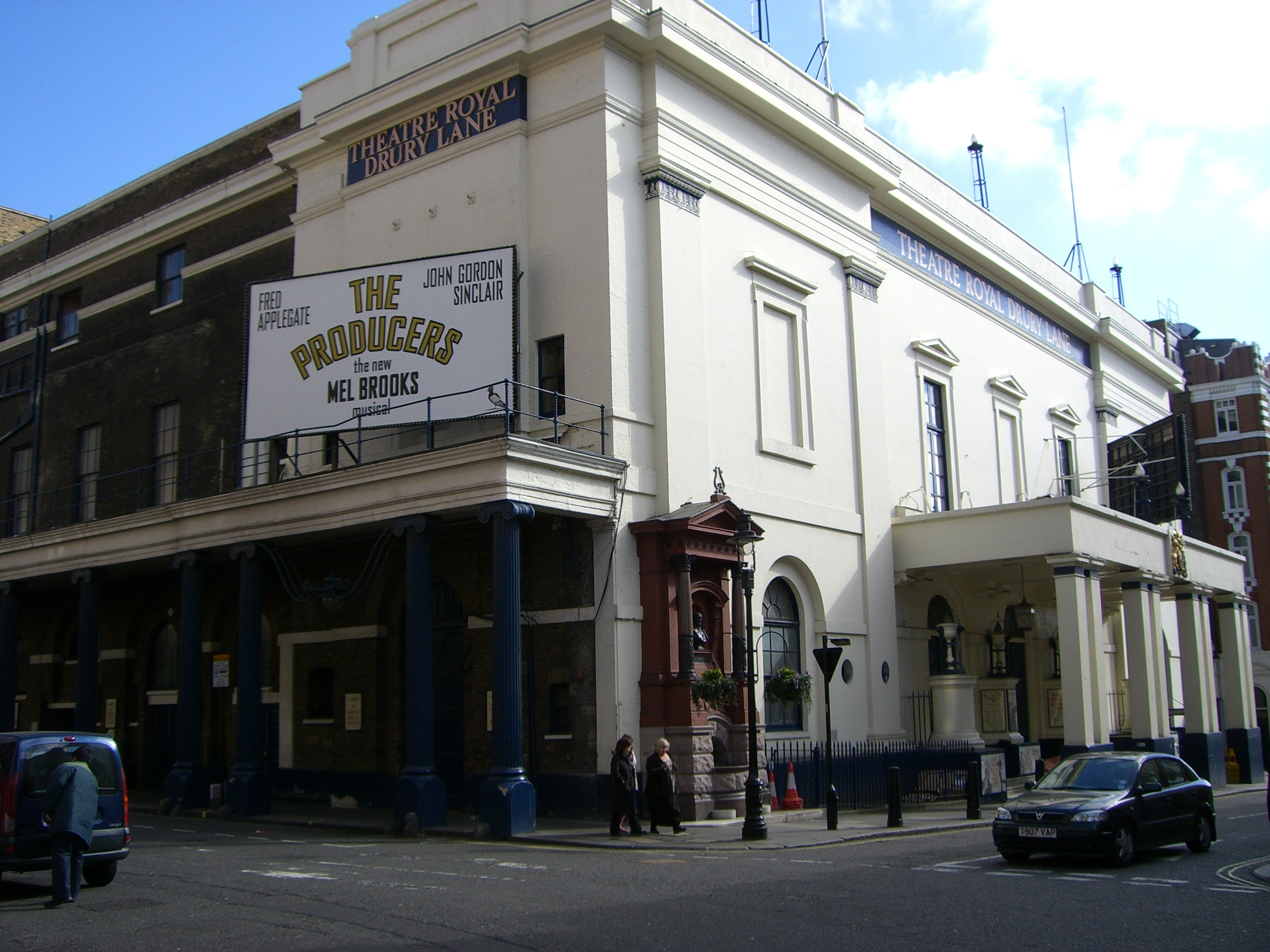
The Producers al Theatre Royal, Drury Lane de Londres

La producció de Londres tingué un inici accidentat, ja que Richard Dreyfuss, qui havia d'interpretar a Max Bialystock, es retirà del projecte poc abans de l'estrena. Però aquests problemes s'oblidaren aviat quan s'anuncià que Nathan Lane, creador del personatge a Nova York, l'interpretaria una breu temporada.
The Producers s'estrenà al Theatre Royal, Drury Lane del West End londinenc el 9 de novembre de 2994 i tancà el 6 de gener de 2007. A més de Lane, la producció presentava a Lee Evans com Leo Bloom (que ja havien treballat junts a la pel·lícula MouseHunt, de 1997), Leigh Zimmerman com Ulla, Conleth Hill com Roger De Bris, James Dreyfus com Carmen Ghia i Nicolas Colicos com Franz Liebkind. Igual que havia estat a Nova York, el show va ser un èxit de públic que no es va ressentir de la marxa de Lane. Max Bialystock va ser interpretat posteriorment per Brad Oscar, Fred Applegate o Cory English; mentre que Leo Bloom ho va ser per John Gordon Sinclair i Reece Shearsmith.
Espanya
Àngel Llàcer, Manu Guix presenten el seu quart musical amb Nostromo Live: THE PRODUCERS. La direcció artística comptarà amb Àngel Llàcer i Enric Cambray com a directors d'escena, Manu Guix i Gerard Alonso en la direcció musical i Miryam Benedited en la coreografia. Aquest nou projecte arriba després de les reeixides comèdies musicals, “La Jaula de las Locas”, “La Tienda de los Horrores”, “Cantando Bajo la Lluvia”. Aquestes produccions han aconseguit emocionar a més d'1 milió d'espectadors durant els últims 5 anys i múltiples premis en els quals destaquen 16 Premis Butaca.
Aquesta extraordinària i divertidíssima comèdia creada per Mel Brooks és el musical més premiat de la història (Tony, Oscar, Grammy) ple de situacions hilarants, personatges encantadors i espectaculars números musicals que han marcat la història del teatre.
Els concursants del programa "Operación Triunfo" varen assistir a un dels actes, popularitzant l'espectacle entre els joves espanyols.
A Madrid es representà entre el 14 de setembre de 2006 i el 6 de maig de 2007 al Teatro Coliseum. Estava protagonitzada per Santiago Segura com Bialystock, José Mota com Bloom i and Dulcinea Juárez com Ulla.

### Produccions internacionals
The Producers ha estat presentada a moltes ciutats del món, incloent Toronto, Sydney, Melbourne, Brisbane, Christchurch, Tel-Aviv, Seül, Buenos Aires, Tòquio, Osaka, Nagoya, Copenhaguen, Milà, Budapest, Mèxic DF, Praga, Estocolm, Bratislava, Viena, Hèlsinki, Atenes, Rio de Janeiro, São Paulo, Caracas, Portugal o Moscou. El 20 de maig de 2009 s'estrenà a Berlín, on tot i les pors inicials per un escàndol (es representà al teatre Admiral Palast, on el mateix Hitler es va fer construir una gran llotja), va ser rebuda entusiastament a l'estrena.

## Adaptació cinematogràfica
El 2005, el musical va ser adaptat al cine, esdevenint en una pel·lícula basada en un musical, basat en una pel·lícula sobre un musical de Broadway. Va ser dirigida i protagonitzada per la majoria del repartiment original de Broadway, excepte Brad Oscar (que en aquells moments estava representant el paper de Max a Broadway, i només va poder fer un breu cameig com a conductor de taxi) i Huffamn. Els seus papers van ser interpretats per Will Ferrell i Uma Thurman, respectivament. A la pel·lícula es van suprimir les cançons "King of Broadway", "In Old Bavaria" i "Where Did We Go Right?", encara que "King of Broadway" i "In Old Bavaria" van ser afegides al DVD com a escenes eliminades. En canvi, s'afegiren dues cançons noves: "You'll Find Your Happiness in Rio" i "There's Nothing Like a Show on Broadway". Va estrenar-se el 16 de desembre de 2005 i va rebre crítiques diverses.

## Premis i nominacions
A l'edició dels Premis Tony del 2001, The Producers guanya 12 de les 15 nominacions que rebé, esdevenint un dels pocs musicals que ha guanyat en totes les categories per a la que va ser nominat (va rebre dues nominacions en la categoria de millor actor i 3 per la de millor actor de repartiment). Va superar el rècord de 10 premis que havia tingut Hello, Dolly! des de 1964 (37 anys). El 2009, la producció de Broadway de Billy Elliot the Musical empataria amb The Producers en aconseguir també 15 nominacions.

### Producció original de Broadway
| Any  | Premi                                    | Categoria                                      | nominat                        | Resultat   |
| ---- | ---------------------------------------- | ---------------------------------------------- | ------------------------------ | ---------- |
| 2001 | Premi Tony                               | Millor Musical                                 | Millor Musical                 | GUANYADOR  |
| 2001 | Premi Tony                               | Millor Llibret de Musical                      | Mel Brooks i Thomas Meehan     | GUANYADORS |
| 2001 | Premi Tony                               | Millor Banda Sonora                            | Mel Brooks                     | GUANYADOR  |
| 2001 | Premi Tony                               | Millor Actor de Musical                        | Nathan Lane                    | GUANYADOR  |
| 2001 | Premi Tony                               | Millor Actor de Musical                        | Matthew Broderick              | nominat    |
| 2001 | Premi Tony                               | Millor Actor de Repartiment de Musical         | Gary Beach                     | GUANYADOR  |
| 2001 | Premi Tony                               | Millor Actor de Repartiment de Musical         | Roger Bart                     | nominat    |
| 2001 | Premi Tony                               | Millor Actor de Repartiment de Musical         | Brad Oscar                     | nominat    |
| 2001 | Premi Tony                               | Millor Actriu de Repartiment de Musical        | Cady Huffman                   | GUANYADORA |
| 2001 | Premi Tony                               | Millor Direcció de Musical                     | Susan Stroman                  | GUANYADORA |
| 2001 | Premi Tony                               | Millor Coreografia                             | Susan Stroman                  | GUANYADORA |
| 2001 | Premi Tony                               | Millors Orquestracions                         | Doug Besterman                 | GUANYADOR  |
| 2001 | Premi Tony                               | Millor Escenografia                            | Robin Wagner                   | GUANYADOR  |
| 2001 | Premi Tony                               | Millor Vestuari                                | William Ivey Long              | GUANYADOR  |
| 2001 | Premi Tony                               | Millor Il·luminació                            | Peter Kaczorowski              | GUANYADOR  |
| 2001 | Premi Drama Desk                         | Musical Nou Més Destacat                       | Musical Nou Més Destacat       | GUANYADOR  |
| 2001 | Premi Drama Desk                         | Llibret de Musical Més Destacat                | Mel Brooks i Thomas Meehan     | GUANYADOR  |
| 2001 | Premi Drama Desk                         | Actor de Musical Més Destacat                  | Nathan Lane                    | GUANYADOR  |
| 2001 | Premi Drama Desk                         | Actor de Musical Més Destacat                  | Matthew Broderick              | nominat    |
| 2001 | Premi Drama Desk                         | Actor de Repartiment de Musical Més Destacat   | Gary Beach                     | GUANYADOR  |
| 2001 | Premi Drama Desk                         | Actor de Repartiment de Musical Més Destacat   | Roger Bart                     | nominat    |
| 2001 | Premi Drama Desk                         | Actriu de Repartiment de Musical Més Destacada | Cady Huffman                   | GUANYADORA |
| 2001 | Premi Drama Desk                         | Direcció de Musical Més Destacada              | Susan Stroman                  | GUANYADORA |
| 2001 | Premi Drama Desk                         | Coreografia Més Destacada                      | Susan Stroman                  | GUANYADORA |
| 2001 | Premi Drama Desk                         | Orquestracions Més Destacades                  | Doug Besterman                 | GUANYADOR  |
| 2001 | Premi Drama Desk                         | Lletres Més Destacat                           | Mel Brooks                     | GUANYADOR  |
| 2001 | Premi Drama Desk                         | Escenografia de Musical Més Destacada          | Robin Wagner                   | GUANYADOR  |
| 2001 | Premi Drama Desk                         | Vestuari Més Destacat                          | William Ivey Long              | GUANYADOR  |
| 2001 | Premi Drama Desk                         | Il·luminació Més Destacada                     | Peter Kaczorowski              | nominat    |
| 2001 | Premi del New York Drama Critics' Circle | Millor Musical                                 | Millor Musical                 | GUANYADOR  |
| 2002 | Premis Grammy                            | Millor àlbum de teatre musical                 | Millor àlbum de teatre musical | Guanyador  |

### Producció original de Londres
| Any  | Premi                  | Categoria                                             | nominat            | Resultat  |
| ---- | ---------------------- | ----------------------------------------------------- | ------------------ | --------- |
| 2005 | Premi Laurence Olivier | Millor Musical Nou                                    | Millor Musical Nou | GUANYADOR |
| 2005 | Premi Laurence Olivier | Millor Actor de Musical                               | Nathan Lane        | GUANYADOR |
| 2005 | Premi Laurence Olivier | Millor Actor de Musical                               | Lee Evans          | nominat   |
| 2005 | Premi Laurence Olivier | Millor Actriu de Musical                              | Leigh Zimmerman    | nominada  |
| 2005 | Premi Laurence Olivier | Millor Actuació en un Paper de Repartiment de Musical | Conleth Hill       | GUANYADOR |
| 2005 | Premi Laurence Olivier | Millor Director                                       | Susan Stroman      | nominada  |
| 2005 | Premi Laurence Olivier | Premi Laurence Olivier per millor coreògraf           | Susan Stroman      | nominada  |
| 2005 | Premi Laurence Olivier | Premi Laurence Olivier Millor Vestuari                | William Ivey Long  | nominat   |